# Bernhard Hoetger
Bernard Hoetger (Dortmund, 4 maggio 1874 – Interlaken, 18 luglio 1949) è stato uno scultore e pittore tedesco appartenente alla corrente dell'Espressionismo.
Figlio di un fabbro di Dortmund, frequentò un corso di scultura a Detmold tra il 1888 ed il 1892. Successivamente aprì un laboratorio d'arte all'interno di una chiesa di Rheda-Wiedenbrück. Continuò la sua formazione artistica presso l'Accademia di Belle Arti di Düsseldorf, per questo stesso motivo soggiornò a Parigi. Fu profondamente influenzato dall'opera artistica di Auguste Rodin, nel cui studio artistico conobbe Paula Modersohn-Becker che lo condusse con lei a Worpswede nel 1914, dove acquistò una piccola casa colonica di paglia. In questo allora celebre villaggio di artisti conobbe il ricco importatore di caffè Ludwig Roselius, il quale gli commissionò la Kaffee Worpswede tra il 1925 ed il 1927, un ristorante ancora in attività, ed il Große Kunstschau, un importante museo che ospita le produzioni artistiche della comunità di Worpswede e dell'Espressionismo tedesco in generale. Agli inizi del 1922 progettò il Niedersachsenstein, un monumento alla memoria dei caduti della prima guerra mondiale. 
1. ↑   Pagina del Worpswede Museum, su worpswede-museen.de. URL consultato il 28 maggio 2017 (archiviato dall'url originale il 20 febbraio 2018).